# Sassone-Katalog
Der Sassone-Katalog ist ein italienischer Briefmarkenkatalog. Er erschien das erste Mal im Jahr 1941 und wird seitdem jährlich veröffentlicht.

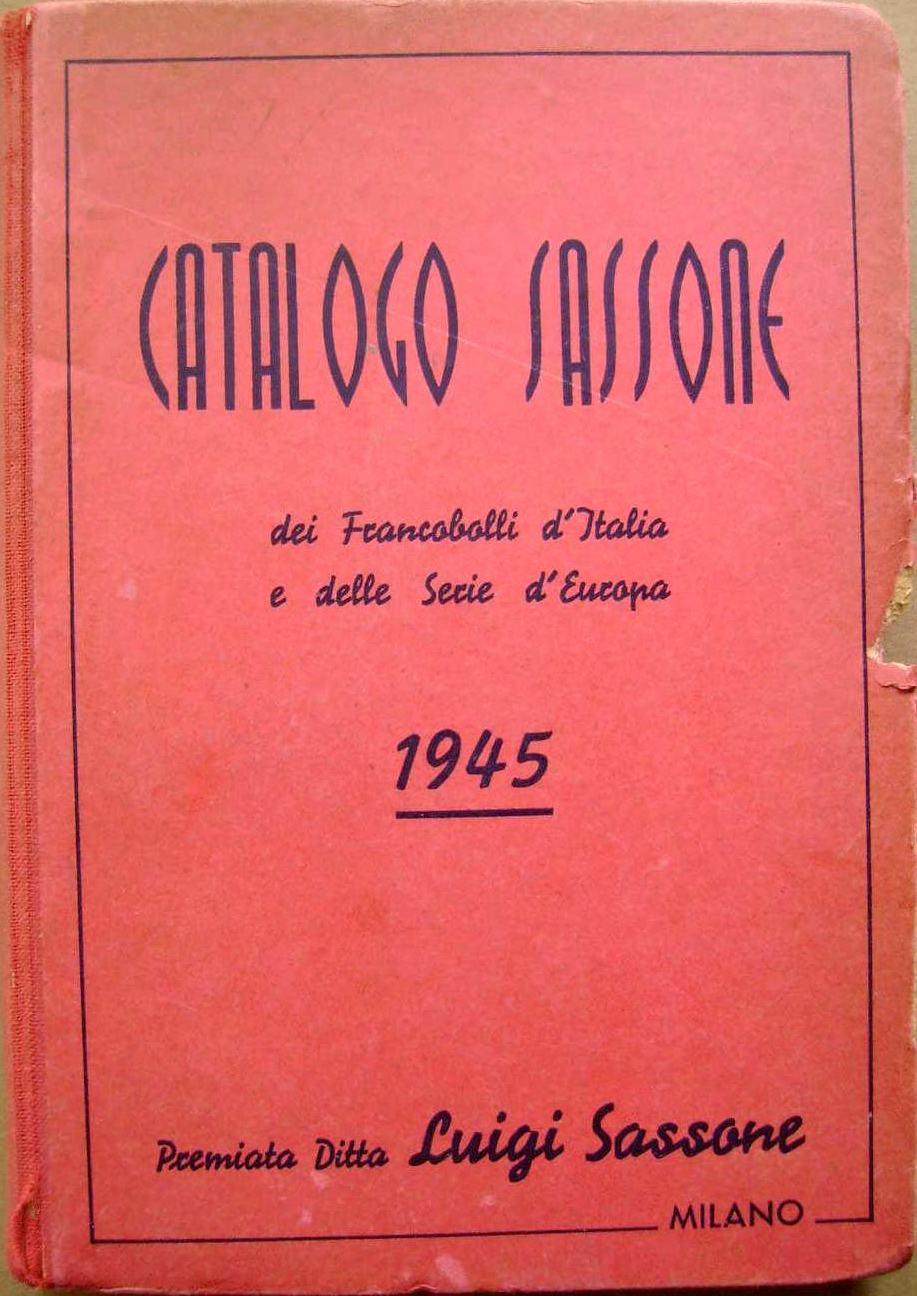
Eine Ausgabe das Sassone-Katalogs aus dem Jahr 1945.

Er erscheint in Mailand.

## Geschichte
Der Sassone-Katalog wurde im Jahr 1941 als Einzelhandelpreisliste vom Briefmarkenhändler Professor Luigi Sassone gegründet und entwickelte sich zu einem Briefmarkenkatalog des italienischen Gebiets.
Der Sassone-Katalog wurde später von Luigi Raybaud, Giovanni Chiavarello und Renato Mondolfo übernommen.
Nachdem Mondolfo 1992 gestorben war, übernahm seine Familie sowie Giuseppe Vitale, Luigi Paldani, Giacomo Avanzo und Giorgio Colla die Arbeit am Sassone-Katalog.
Die Anteile der Familie Mondolfo und von Giorgio Colla wurden kürzlich von Nicola Archilli, Giancarlo Masselli, Inhaber des Auktionshauses AP in Mailand, Enrico Vitale und mit einem reduzierten Anteil von der Finanziaria Filatelica erworben.

## Themengebiete
Der Sassone-Katalog konzentriert sich auf Italien, italienische Kolonien und Besetzungsgebiete, San Marino und den Vatikan. Innerhalb dieser Themenabschnitte deckt er jede Art von Briefmarke ab.